# ام‌اس چی-چیماون
ام‌اس چی-چیماون (به انگلیسی: MS Chi-Cheemaun) یک کشتی است که طول آن ۱۱۱ متر (۳۶۴ فوت) می‌باشد. این کشتی در سال ۱۹۷۴ ساخته شد.